# جريدة المساء المغربية
المساء جريدة يومية مغربية مستقلة ناطقة باللغة العربية.
صدر العدد الأول من الجريدة صباح الإثنين في الثامن عشر من سبتمبر عام 2006. بعد بضعة أشهر أصبحت تعد الأكثر شهرة ومبيعا بالمغرب

## توجه الجريدة
أصبحت تعد الجريدة الأكثر شهرة ومبيعا بالمغرب بعد بضعة أشهر من تأسيسها فقط[بحاجة لمصدر]. في عام 2008، تم الحكم على يومية المساء ومديرها التحريري رشيد نيني بغرامة مالية قيمتها ستة ملايين درهم أي ما يعادل نحو 700 ألف دولار أمريكي في قضية تشهير. وجاء هذا الحكم بعد نشر الجريدة لمقال عن «حفل زواج للشواذ» في مدينة القصر الكبير شمال المغرب حيث زعمت الصحيفة أن شبكة من الشواذ جنسيا في المدينة تضم نائبا لوكيل الملك لم يكشف عن اسمه. ورغم الاعتذار الذي نشرته الصحيفة، فقد تقدم نواب وكيل الملك الأربعة بمدينة القصر الكبير بشكايات فردية ضد المساء بتهمة التشهير والقذف. وقد اعتبرت هذه الغرامة القياسية ضد أكبر جريدة من حيث المبيعات في المغرب رسالة لكل الصحافة المستقلة وأثقل غرامة في تاريخ محاكمة الصحف بالمغرب[بحاجة لمصدر]. كما تم الحكم على مديرها التحريري بأداء غرامة مالية قدرها 120 ألف درهم أي ما يعادل حوالي 14 ألف دولار أمريكي لفائدة الخزينة العامة بعد إدانته بتهمة «القذف والسب العلني». وقد أثار القرار انتقاد منظمة الدفاع عن حرية التعبير مراسلون بلا حدود التي قالت 
 وأضافت المنظمة في بيان لها 
 وحثت المنظمة المحاكم المغربية 

## مدير التحرير رشيد نيني
يعتبر رشيد نيني، المدير التحريري لجريدة المساء، من أبرز الصحفيين بميدان الصحافة بالمغرب. وهو صحفي حصل على جائزة اتحاد كتاب المغرب للأدباء الشباب سنة 1993، وأصدر، على نفقته الخاصة، جريدة ناطقة بالعربية والفرنسية بعنوان «أوال» لم يكتب لها النجاح وكتب «يوميات مهاجر سري»، على شكل مذكرات أثناء مقامه في إسبانيا ما بين عامي 1997 و2000، فضلا عن نشره مقالات ونصوص مترجمة في مطبوعات خليجية. كما عمل بجريدة الصباح وقدم برنامج «نوستالجيا Nostalgia» بالقناة التلفزية دوزيم، ثم أسس بعد ذلك جريدة المساء.
في غشت من عام 2008، تعرض لاعتداء مجهول إذ تم تجريده من هاتفه الخلوي وحاسوبه المحمول تحت التهديد بالسلاح الأبيض. واعتبرت بعض التقارير أن هذا الاعتداء من صنيع المخابرات.[بحاجة لمصدر]
وفي ريعان ثورات الربيع العربي التي طالت المغرب حيث تمت المطالبة بإجراء تغييرات سياسية للحد من الفساد السياسي ونهب المال العام. وفي الوقت الذي كان فيه الرأي العام ينتظر فتح ملفات الفساد التي وردت في تقرير المجلس الأعلى للحسابات وجر المفسدين للمحاكمة، تفاجأ الجميع بفتح ملف لمحاكمة مدير نشر جريدة المساء، إذ أمرت النيابة العامة بالدار البيضاء، يوم الخميس 28 أبريل 2011، بوضعه رهن الحراسة النظرية في حالة اعتقال على خلفية مقالات نٌشرت بصحيفته. اعتقال وصف بالسياسي، إذ وجهت إليه تهم ضمنها تهمة «المساس بأمن وسلامة الوطن والمواطنين» وتهمة «تحقير مقررات قضائية والتبليغ عن جرائم يعلم بعدم حدوثها والتأثير على مقررات القضاء». وتم إصدار قرار إغلاق الحدود في وجهه.

في 9 من يونيو 2011، أعلنت المحكمة الابتدائية بالدار البيضاء حكمها بسجن رشيد نيني سنة حبسا نافذا وغرامة مالية قدرها 10 آلاف درهم أي ما يعادل 880 يورو بعد سلسلة مقالات انتقد فيها مؤسسات عمومية استنادا إما إلى تقارير المجلس الأعلى للحسابات أو إلى مصادر وصفها نيني بالموثوقة ورفض الكشف عنها من باب احترام السرية المهنية كما جاء في مقال نشر بصحيفته. واعتبر الحكم انتقاميا وضربة قاسية لحرية التعبير. كما استنكرته النقابة الوطنية المغربية للصحافة واعتبرته جائرا نظرا للاستناد إلى القانون الجنائي وليس إلى قانون الصحافة رغم أن القضية قضية نشر. وقد عبرت شبكة مراسلون بلا حدود عن خيبة أملها لهذا الحكم واستغربت من إخضاع قضايا نشر للقانون الجنائي وليس لقانون الصحافة كما حثت المحكمة على إعادة النظر في قرارها. وحذر مراسلون بلا حدود في رسالة إلى وزير العدل المغربي في 20 مايو 2011 من مغبة مقاضاة نيني دون العودة إلى قانون الصحافة. وشددت أنه في حالة اتهام الصحفيين بالإساءة لحرية التعبير 
بعد أيام قليلة من اعتقال مدير نشر جريدة المساء رشيد نيني، تعرض مستشاره الشخصي عبد الله حتاش لمحاولة قتل مشبوهة عندما هاجمه ثلاثة أشخاص مجهولين استخدموا عصي البيسبول وأدخل على إثر هذا الهجوم إلى أحد مستشفيات مدينة الدار البيضاء حيث وضع تحث العناية المركزة.[بحاجة لمصدر] وجاء هذا الاعتداء الجسدي على المستشار الشخصي لنيني بعد تلقيه عدة اتصالات هاتفية مجهولة كانت تهدده بالتصفية الجسدية. وقد أصيب بكسور مركّبة وخطيرة طالت الفقرات الدماغية للرقبة ومرفقيه ويديه وقفصه الصدري وتسببت له في تشقق في الجمجمة وجرح غائر في الرأس تطلبت عدة عمليات جراحية دامت لساعات.

## وصلات خارجية
- الموقع الرسمي لجريدة المساء .